# Rogelio Marcelo
Rogelio Marcelo, född den 11 juni 1965 i Guantánamo, Kuba, är en kubansk boxare som tog OS-guld i lätt flugviktsboxning 1992 i Barcelona. 